# Siikajärvi (sjö i Finland, Södra Savolax, lat 61,73, long 28,15)
Siikajärvi är en sjö i Finland. Den ligger i kommunen Sulkava i landskapet Södra Savolax, i den södra delen av landet, 240 km nordost om huvudstaden Helsingfors. Siikajärvi ligger 79,4 meter över havet. I omgivningarna runt Siikajärvi växer i huvudsak blandskog. Arean är 2,05 kvadratkilometer och strandlinjen är 20,52 kilometer lång. Sjön  ingår i Vuoksens huvudavrinningsområde. 